# سونات ویولن شماره ۷ (بتهوون)
سونات ویولن شماره ۷ در دو مینور، اثر لودویگ فان بتهوون، یک سونات دونوازی برای ویولن و پیانو از مجموعهٔ سه‌گانهٔ اُپوس ۳۰ او (همراه با سونات‌های ویولن شماره ۶ و شماره ۸) و جزو آثار دورهٔ نخستِ آهنگسازیِ اوست و آن را در میان سال‌های ۱۸۰۱ و ۱۸۰۲ تصنیف کرده و در ماه مهٔ ۱۸۰۳ انتشار یافته‌است.
بتهوون هر سه سونات ویولنِ اُپوس ۳۰ را به تزار الکساندر یکم روسیه، که زمانی شاگردِ او بود، اهدا کرد.

## ساختار
این سونات از سه موومان تشکیل شده‌است:
1. آلگرو کُن بریو (در دو مینور)
2. آداژیو کانتابیله (در لا بِمُل ماژور)
3. اِسکِرتسو کُن واریاتسیونی

اجرای کاملِ سونات ویولن شماره ۷ بتهوون به‌طور معمول ۲۶ دقیقه به‌طول می‌انجامد.
به گفتهٔ آنتون شیندلر، بتهوون‌شناس و زندگی‌نامه‌نویسِ متفکرِ اتریشی، بتهوون، بعد از اتمام کار، از تصنیفِ موومان سوم پشیمان شد. شیندلر در کتابِ خود به نام بتهوون آن‌گونه که من می‌شناختم می‌نویسد: «او آرزو داشت اسکرتسو آلگرو را… به دلیل ناسازگاری با کلّیتِ اثر به‌کلی حذف کند.»
نسخهٔ دست‌نویسِ سونات در اواسطِ سدهٔ بیستم کشف شد و در مجموعه‌ای که اِیچ. سی. بادمِر با عنوانِ «دست‌نوشته‌های بتهوون» تنظیم کرده و در نشریهٔ میوزیکال تایمز در زوریخ انتشار داده، ارائه شده‌است.